# رابرت کلوین آرمسترانگ
رابرت کالوین آرمسترانگ مدیر نوآوری در انرژی موسسه فناوری ماساچوست و پروفسور مهندسی شیمی شورون است. او از سال ۱۹۷۳ عضو هیئت علمی MIT بوده و از سال ۱۹۹۶ تا ۲۰۰۷ به عنوان رئیس گروه مهندسی شیمی خدمت کرده‌است. او در سال ۲۰۰۸ به دلیل انجام تحقیقات برجسته در زمینه مکانیک سیالات غیرنیوتنی، تألیف کتاب‌های درسی برجسته و ارائه رهبری در آموزش مهندسی شیمی، به عضویت آکادمی ملی مهندسی انتخاب شد. در سال ۲۰۲۰، او عضو آکادمی علوم و هنر آمریکا شد.
آرمسترانگ مدرک لیسانس مهندسی شیمی را در مؤسسه فناوری جورجیا در سال ۱۹۷۰ و دکترای خود در رشته مهندسی شیمی را در سال ۱۹۷۳ از دانشگاه ویسکانسین، مدیسون، به پایان رساند.